# 私ときどきレッサーパンダ
『私ときどきレッサーパンダ』（わたしときどきレッサーパンダ、原題: Turning Red）は、ピクサー・アニメーション・スタジオ製作によるアメリカ合衆国のコンピュータアニメーション・ファンタジー・コメディ映画。アメリカ合衆国と日本では2022年3月11日からDisney+で独占配信開始。監督はドミー・シー。

## 概要
ピクサーの長編映画としては、2021年公開の『あの夏のルカ』に次ぎ、1995年公開の『トイ・ストーリー』から数えて25作目となる。

## キャッチコピー
- 「マジメで頑張り屋な私はある日、レッサーパンダになりました…[5]」
- 「マジメで頑張り屋のメイはある日、突然レッサーパンダになってしまった。悩んで、泣いて、ぶつかって…それでも—きっと明日は自分を好きになる。[6]」

## あらすじ
2002年のカナダ・トロントのチャイナタウンに暮らす、由緒ある寺の家系に生まれた13歳の少女メイリン・"メイ"・リーは、家庭内では両親を敬う一方で、学校内では成績優秀だが、変わり者と称されるほど活発な性格でもあった。また、親友であるミリアム・アビー・プリヤと共に人気ボーイ・バンド4★TOWNのファンでもあった。
ある日のこと、ミリアム達と放課後に遊んでいたメイは、コンビニのアルバイト店員デヴォンに今まで抱いたことのない感情を抱く。その日の夜、夢中でデヴォンと自分のロマンティックなイラストを描いていたメイは、そのイラストを母親ミンに発見されてしまう。ミンにデヴォンの働いてるコンビニに連れていかれたメイは、デヴォンとその場にいた客、そして同じ学校に通うタイラーにイラストを晒され羞恥心を抱くが、母親であるミンを気遣い、気にしていないふりをしてイラストを描いた自分のことを責めるのだった。
翌朝目覚めたメイは、鏡の前で自分が巨大なレッサーパンダに変身していることに気づき動揺する。気分を落ち着かせたことで人間に戻ったメイはそのまま登校することにするが、メイを異変を察したミンには、生理が来たと早合点されてしまう。
不安なまま登校したメイだったが、タイラーには昨夜のことを揶揄われ、忘れた生理用品をミンが届けようとしたことで、動揺から再びレッサーパンダへと変身してしまい、そのまま家へと逃げ帰る。
メイの父ジンとミンは、かつて森の動物達の守り神であった遠い先祖のサン・イーが、悪党から村を救うため、レッサーパンダに変身して戦う能力(恩恵)を神から与えられ、その恩恵はそれ以来一族の女性達に代々受け継がれていることを説明した。元々は自身の精神をコントロールできることが変身の条件だったが、恩恵を受けた現代の一族の女性は、自分の感情をコントロール出来なくなった際、レッサーパンダに変身すると共に感情が露わになっていた。変身して戦うことが不要となった現代において、この恩恵はただ厄介な物でしかなく、その事実を知ったメイは永遠にこのままの姿なのではと取り乱してしまう。しかしこの恩恵は封印することが可能であり、月が赤色となる日の夜に儀式を行う必要があった。それは、メイがレッサーパンダになってしまった日から約一ヶ月後の、5月25日であった。自分の感情を解放してレッサーパンダに変身すればするほどパンダの姿との結びつきが強くなり、儀式を成功させることが難しくなってしまうため、メイは学校をしばらく休み、自宅での隔離生活を余儀なくされるのだった。
学校に来ないメイを心配した友人達は、ミンの目を盗んでこっそりメイへ会いに行く。はじめは姿を見せなかったメイだが、4★TOWNがコンサートツアーの一環としてトロントで5月18日にライブをすることを聞き、興奮して思わずパンダ姿のまま友人と対面してしまう。友人達は驚き動揺するが、パンダ姿のメイを可愛いと受け入れ、4人でライブへ行くためにメイを助けることを決心する。
すると、メイの姿は元へ戻る。大好きな友人に会い、心が落ち着いたことが原因だと気づいたメイは、友人達を思い浮かべることで感情をコントロールすることに成功する。メイは早速両親に報告し、学校へ登校することを許される。ついでに、4★TOWNのライブへの参加の許可をもらおうとするメイだが、アイドルを嫌うミンにきっぱり断られてしまう。ライブチケットは200$とそもそも高く、メイと友人達はそれぞれの親に反対されながらも、秘密でチケット代の資金を稼ぐ方法はないか考えていた。
そんな中、度々校内でレッサーパンダ姿を見られてしまうメイ。しかし周囲の反応は意外にも好意的で、レッサーパンダを一目見たいとメイは大人気に。これで稼ぐことができると気づいたメイ等は、撮影会を開催したりグッズを製作したりして、着々とチケット代を稼ぐことに成功する。
ある日、お調子者の同級生タイラーがメイに取引を持ち掛ける。それは、200$を払う代わりにレッサーパンダ姿のメイがタイラーの誕生日パーティーに登場し、パーティーを盛り上げるというものだった。ぎりぎりチケット代に手が届かず悩んでいたメイはこの取引を承諾するが、一方自宅では、メイの祖母ウーと叔母達が儀式を手伝うためにやって来る。儀式を必ず成功させるためにも、これ以上レッサーパンダの姿になってはいけないと釘を刺されるメイだが、ライブに行きたい気持ちの方が勝り、メイは夜に自宅を抜け出してタイラーのパーティーへと向かう。
約束通りパンダ姿でパーティーを盛り上げるメイ。その最中、偶然聞いていたラジオで4★TOWNのトロントでのライブの日程が、本当は儀式の夜と同じであることに気づく。儀式の日にライブなど、行けるわけがないとメイは混乱し、自分を見失う。そんな時にタイラーにからかわれ、メイは激怒してタイラーに怪我を負わせてしまう。駆け付けたミンは、メイを叱責するのでなく、「よく私の娘を利用したわね」と友人達を非難するのだった。メイに弁解するよう求める友人等だったが、これ以上ミンをがっかりさせたくないメイは黙り込んでしまい、友人との間に溝が出来てしまう。
メイはスカイドームでのライブに行くことを諦め、儀式に専念する。赤い月の夜、みんなに見守られ儀式が始まる。途中意識が薄れ、気づくと目の前にはサン・イーがいた。サン・イーの導きによりレッサーパンダの自分と別れを試みるメイだが、レッサーパンダとして本心を隠さず、親の前では言えないこと、出来ないことを楽しんでいた自分も大切な自分の一部であり、そんな自分が好きだったことに気付く。レッサーパンダの自分と分離しかけていたが、「だめ！」と自らレッサーパンダと再び合体し、儀式は失敗してしまう。
月はまだ赤く、今ならやり直せると焦る周囲を気にも溜めず、メイはスカイドームへ一目散に駆け抜ける。なんとかライブ開始前に会場へ到着したメイは、気まずいままだった友人達と再会する。
友人達を思い浮かべれば、自分を安心させることができたメイ。レッサーパンダは自分の一部であり、友人達もかけがえの無いない自分の一部だと話す。友人達も、本当はメイをずっと心配していた。4人は仲直りし、共に抱き合う。そこに、タイラーも居合わせる。実はタイラーも4★TOWNのファンだったのだ。盛り上がる中、ライブはスタート。会場は熱狂に包まれるが、一方メイの自宅では儀式失敗という前代未聞のことが起こり、場は混乱に包まれていた。
ミンはウーの厳しい言いつけを守り、メイを監視してきた。その努力が報われず、ミンの心は限界に達し、封印していたはずのミンのレッサーパンダが解放されてしまう。
超巨大なレッサーパンダに変身したミンはスカイドームへとやって来て、会場を壊してライブを中断させる。ジン、リー一族もミンを追いかけスカイドームへ。まだ月は僅かだが赤い。今からでもなんとか儀式を行い、メイとミンを助けようと一族は奮闘。その様子を見ていた友人とタイラー、観客、そして4★TOWNのメンバーまでもが儀式へ参加するのだった。
メイは気づくと再びサン・イーの前にいた。しかしそこには、見覚えのあるような少女が泣いてうずくまっていた。それは、自分と同じ歳くらいのミンだった。ミンは、「お母さんを傷つけちゃった。私、自分の感情を上手くコントロールできない。良い子であることに疲れた」と泣きじゃくる。過保護で厳しいミンも、自分と同じ悩みを抱えていた。それを知ったメイは、ミンに優しく声を掛け、一緒にサン・イーの元へと歩き出す。レッサーパンダと別れたミンだが、メイはやはり、レッサーパンダの自分と別れたくないと言う。ミンは、一度はメイを止めるも、やっと本当の自分を見つけることができたメイを受け入れるのだった。そして、サン・イーもレッサーパンダの姿となってメイに寄り添う。「これでいいよね」と言うメイに、サン・イーは優しく微笑んだのだった。
しばらくして、メイは普段通りの生活へと戻る。一家はスカイドーム修復費用を稼ぐため、実家である寺院のお仕事に更に邁進していた。そして、変わらず友人達はメイをカラオケに誘う。以前であれば寺院の仕事のためにカラオケを断っていたメイだが、今ではミンと約束を決めて友人と楽しく遊ぶことができている。ミンも、メイとその友人を信じ、どんなメイもメイだからと、受け止めることを決めた。人は、自分の嫌な部分を必死に隠すが、そんな所も確かな自分であり、私はそれを隠さないと視聴者に語りかけるメイの言葉で、物語は幕を閉じる。

## 登場キャラクター

### リー家
メイリン・"メイ"・リー（Meilin "Mei" Lee）
本作の主人公。中国系カナダ人の13歳の少女。両親を敬愛しミンのいうこともしっかり守っているが、本当はもっと自由に友人達と遊んだり、恋がしたいと思っている。5人組人気ボーイズ・グループ「4★TOWN」の大ファン。キーチェーンゲームであるたまごっちを常に持ち歩いている。
パンダ・メイ（Panda Mei）
自分の感情を解放したメイが変身した姿の、巨大なレッサーパンダ。
ミン・リー（Ming Lee）
メイの母親。過保護で厳格だが、メイを何より大切に思っている。アイドルが嫌いであるほか、メイが良いと思ったものをことごとく非難する。メイの友人も変わっていると毛嫌い、娘との仲を引き裂こうとする。
パンダ・ミン（Panda Ming）
レッサーパンダの姿に変身したミンで、パンダ・メイよりも遥かに巨大である。その恐ろしい力でメイ達を襲う。
ジン・リー（Jin Lee）
メイの父親。ミンと違って寛大であり、メイの好きなことにも理解がある。メイに、ライブに行きたいと説得された時には4★TOWNに興味をもち、メイが持参した資料を熟読した。
メイのおばあちゃん（Grandma Wu）
メイの祖母。娘のミンと同じく、厳格な性格。メイが変身したレッサーパンダの姿を封印するため、儀式を行った。

### メイの周囲の人物
ミリアム（Miriam）
メイの親友。ユダヤ系カナダ人。リーダー的存在で、常にメイに優しく寄り添う。4★TOWNのアーロン・Tのファン。
プリヤ（Priya）
メイの親友。インド系カナダ人。冷静沈着だがどこかユーモアがある。4★TOWNのジェシーのファン。
アビー（Abby）
メイの親友。韓国系カナダ人。感情的で攻撃的な性格だがどこか憎めない。4★TOWNのテヨンのファン。
タイラー（Tyler）
メイのクラスメート。お調子者で意地悪な性格。実は4★TOWNのアーロン・Zのファン。
デヴォン（Devon）
メイの憧れる17歳のコンビニ店員。いつもだるそうにしている。メイが初めてレッサーパンダに変身したのは、彼の絵をミンに見られたのがきっかけだった。

### ４★TOWN
作中の5人組ボーイズ・グループ。ファンの総称は「4タウニー」。
ロベール（Robaire）
チームのリーダー。フランス語が得意。トロント出身。
ジェシー（Jesse）
メンバー最年長。芸術気質。二人の子供がいる。
テヨン（Tae Young）
メンバー最年少。鳩を飼っている。
アーロンT（Aaron T.）
天性のコメディアン気質。
アーロンZ（Aaron Z.）
ストイックで少しシャイな性格。

## 声優
| キャラクター           | 原語版                         | 日本語吹替         |
| ---------------------- | ------------------------------ | ------------------ |
| メイリン・"メイ"・リー | ロザリー・チアン               | 佐竹桃華           |
| ミン・リー             | サンドラ・オー                 | 木村佳乃           |
| ミリアム               | エイバ・モース                 | 関根有咲           |
| アビー                 | ヘイン・パーク                 | れいみ             |
| プリヤ                 | マイトレイ・ラマクリシュナン   | 田村睦心           |
| ジン                   | オリオン・リー                 | 安元洋貴           |
| メイのおばあちゃん     | ワイ・チン・ホー               | 定岡小百合         |
| タイラー               | トリスタン・アレリック・チェン | 木村皐誠           |
| デヴォン               | アディー・チャンドラー         | 花江夏樹           |
| ロベール（4★TOWN）     | ジョーダン・フィッシャー       | 大野雄大（Da-iCE） |
| ジェシー（4★TOWN）     | フィニアス・オコネル           | 花村想太（Da-iCE） |
| アーロンT（4★TOWN）    | Topher Ngo                     | 工藤大輝（Da-iCE） |
| テヨン（4★TOWN）       | グレーソン・ヴィジャヌエヴァ   | 岩岡徹（Da-iCE）   |
| アーロンZ（4★TOWN）    | ジョッシュ・リーバイ           | 和田颯（Da-iCE）   |
| ガオ                   | ジェームズ・ホン               | 岩崎ひろし         |
| チェン                 | ロリー・タンチイ               | 磯辺万沙子         |
| ピン                   | リリアン・リム                 | 堀越真己           |
| リリー                 | ミア・タガノ                   | 清水はる香         |
| ヘレン                 | シェリー・コーラ               | 和優希             |
| ステイシー・フリック   | リリー・サンフェリッポ         | 三本采香           |
| キエスロウスキー先生   | サッシャ・ロイズ               | 小形満             |

その他吹き替え：もう中学生、中務貴幸、稲熊美緒、梅田修一朗、大平あひる、尾花糸名子、角田雄二郎

## 製作

### 企画
2018年5月8日、同年に『Bao』を世に送り出したドミー・シーが監督する長編映画の製作を発表し、彼女はピクサーの長編映画における2番目の女性監督となった。その後、2020年12月10日に行われたウォルト・ディズニー・カンパニーの投資家向けイベントにおいて、タイトルが『Turning Red』になることが公にされた。

## 公開
本作は、アメリカ合衆国と日本で2022年3月11日に公開予定である。ピクサーの長編映画が日米同時公開されるのは、2020年公開の『ソウルフル・ワールド』、2021年公開の『あの夏のルカ』に続き3回目となる。さらに、ピクサーの長編映画が3月に公開されるのは、2020年公開の『2分の1の魔法』以来2年ぶりとなり、日本で同月に公開されるのは2018年公開の『リメンバー・ミー』以来4年ぶりとなる。
最初の予告編は、2021年7月13日にピクサーの公式YouTubeチャンネルにて公開された。日本では同年11月11日に、邦題、日本での公開日、特報映像、ポスタービジュアルなどが併せて公開された。
しかし、新型コロナウイルスのオミクロン株による感染が世界的に拡大していることを受け、ウォルト・ディズニー・カンパニーは2022年1月7日にアメリカ合衆国などのDisney+サービス展開地域では、映画館での上映は行わず、代わりに同サービスでの配信作品として、同年3月11日に公開することを発表。Disney+のサービスが展開されている日本でも同サービスでの配信公開に変更することが同年1月13日にウォルト・ディズニー・ジャパンから発表された。
ピクサーの長編映画では前々作の『ソウルフル・ワールド』並びに前作の『あの夏のルカ』も新型コロナウイルスの影響により、Disney+での配信公開を余儀なくされていた。本作品もDisney+での配信に変更されたことにより、ピクサー制作長編映画としては3作品連続で同サービスでの配信公開となった。
ロシアでは2022年3月10日に劇場公開される予定だったが、前月に発生したロシアによるウクライナ侵攻を受けて、同国での劇場上映を取り止めることを同月1日に発表した。またピクサーの長編映画が同社と他社の短編映画と同時上映されなかったのは2021年公開の『あの夏のルカ』に続き4作目となる。
2023年12月6日、ピクサー・アニメーション・スタジオは本作品を2024年2月9日にアメリカ国内で劇場公開することを同社のX（旧・Twitter）にて発表した。
2023年12月20日、ウォルト・ディズニー・ジャパンは本作品並びに『猫とピットブル』（同時上映作品）を2024年3月15日に日本国内で劇場公開することを同社サイトにて発表した。